# Norwegian Air Shuttle
Norwegian Air Shuttle (известная как Norwegian) — норвежская бюджетная авиакомпания с штаб-квартирой в Форнебю (пригород Осло).
Компания является второй по величине (после SAS) авиакомпанией Скандинавии, и третьей по размеру флота и объёмам перевозок лоу-кост авиакомпанией Европы (после Ryanair и EasyJet). Маршрутная сеть Norwegian включает в себя 331 маршрут по 120 направлениям в Европе, Северной Африке и на Ближнем Востоке. Штат насчитывает около 2500 сотрудников (из них ~ 70 пилотов в Финляндии).
Одновременно является головной компанией Norwegian Group и владеет 100 % акций дочерних компаний Norwegian Air Shuttle Polska Sp. z o.o. и Norwegian Air Shuttle Sweden AB (Norwegian.se). Кроме того, Norwegian Air Shuttle ASA полностью принадлежат телефонная компания Call Norwegian AS, управляющие компании NAS Asset Management и NAS Asset Management Norway AS и 20 % финансового холдинга Norwegian Finans Holding ASA (включая Bank Norwegian AS).
В 2015 году Norwegian сменила в Финляндии поставщика услуг наземного обслуживания c компании Aviator Finland на Airpro, являющейся дочерней компанией государственной Finavia.

## История

###### 1993-2001: как региональная авиакомпания
Norwegian была основана 22 января 1993 года. Это включало в себя сеть региональных услуг между городами на западном побережье Норвегии. С 1 апреля 1994 года начала предоставлять сервис из аэропорта Бергена в Аллунднн, Вигра. К 1999 году компания располагала шестью самолетами Fokker 50-х годов и транспортировала 500 000 пассажиров 20 000 авиарейсами.

## Флот

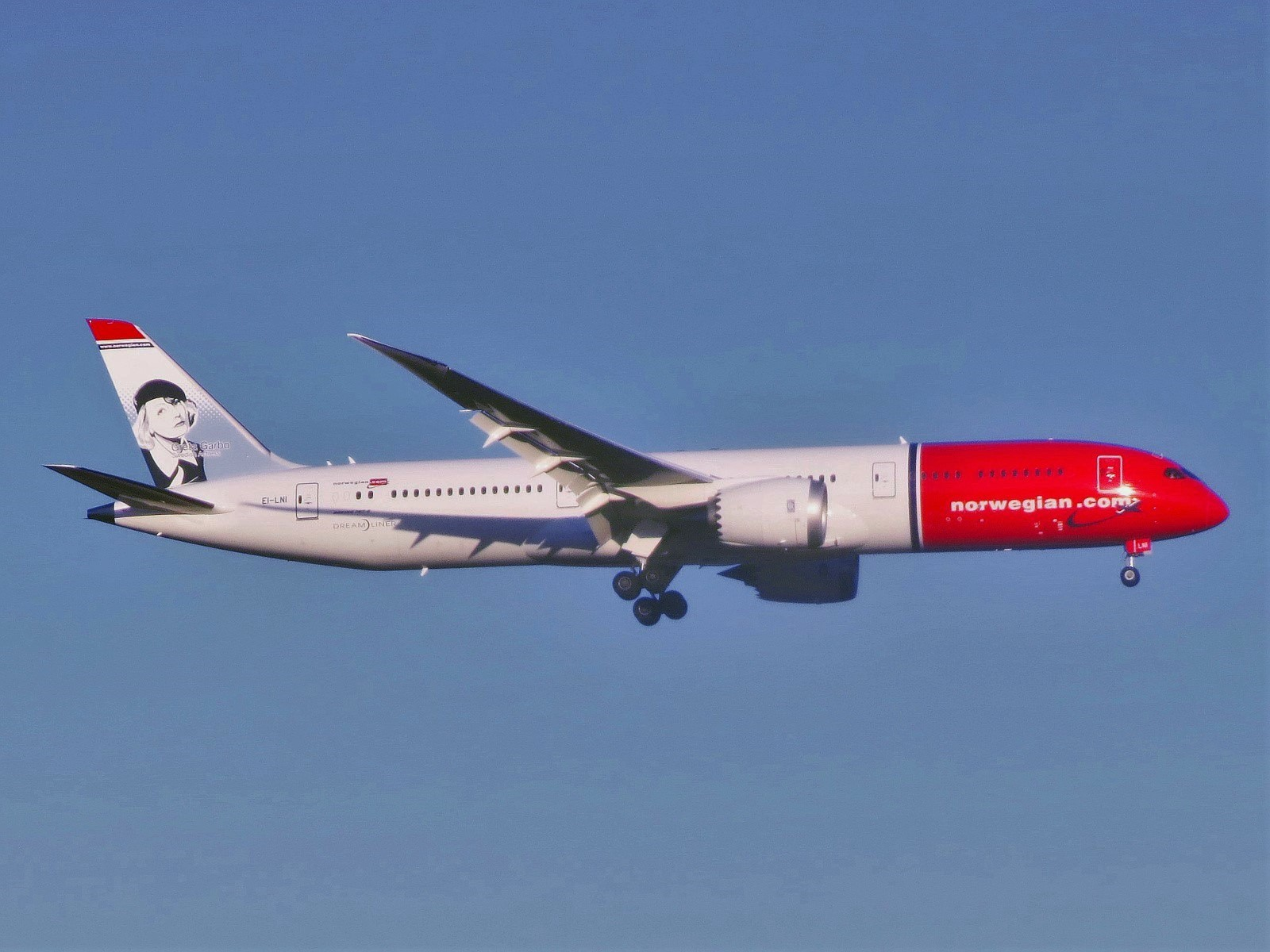
Boeing 787-9 Dreamliner приближается Международный аэропорт имени Джона Кеннеди

По состоянию на август  2016 года флот Norwegian состоит из 114 самолётов — 102 Boeing 737—800, 8 Boeing 787-8 и 4 Boeing 787-9. Ещё 265 самолётов заказано, включая 30 Boeing 787 Dreamliner для открытия с мая 2013 года дальнемагистральных маршрутов в Нью-Йорк и Бангкок.

### Выведенные из эксплуатации
На протяжении своей истории авиакомпания использовала несколько типов самолетов, некоторые из которых впоследствии были выведены из эксплуатации в связи ростом компании и изменении её стратегических планов. С 1993 по 2002 год компания оперировала исключительно турбовинтовыми самолётами Fokker F-50 в основном на региональных маршрутах небольшой протяженности.
После выхода на магистральные направления на самолетах Boeing 737 компания прекратила полеты на F-50 в конце 2003 года, и продала последние три турбовинтовых машины в начале 2004 года.
В начале этого периода во флоте короткое время присутствует единственный Boeing 737—500 в качестве промежуточного решения в ожидании поставок Boeing 737—300.
После приобретения шведского низкобюджетного перевозчика FlyNordic в 2007 году норвежская авиакомпания унаследовала восемь самолетов семейства MD-80. Последний из них был выведен из флота двумя годами позже.

## Маршрутная сеть
Основная статья en:Norwegian Air Shuttle destinations
| Страны               | Города |
| -------------------- | --- |
| Австрия              | Вена, Зальцбург |
| Болгария             | Бургас |
| Босния и Герцеговина | Сараево |
| Великобритания       | Лондон(Гатвик), Манчестер, Эдинбург |
| Венгрия              | Будапешт |
| Германия             | Берлин, Гамбург, Кёльн/Бонн, Мюнхен |
| Греция               | Афины, Ираклион, Корфу, Кос, Ханья |
| Дания                | Биллунд, Каруп, Копенгаген, Ольборг |
| Израиль              | Тель-Авив |
| Исландия             | Рейкьявик |
| Испания              | Аликанте, Барселона, Гран-Канария, Ивиса, Лансароте, Малага, Пальма-де-Майорка, Тенерифе-Южный, Фуэртевентура                                              |
| Ирландия             | Дублин |
| Италия               | Венеция, Катания, Милан, Ольбия, Палермо, Пиза, Рим |
| Кипр                 | Ларнака |
| Латвия               | Рига |
| Литва                | Вильнюс, Паланга/Клайпеда |
| Мальта               | Мальта |
| Марокко              | Агадир, Марракеш |
| Нидерланды           | Амстердам |
| Норвегия             | Алта, Анденес, Бардуфосс, Берген, Будё, Киркенес, Кристиансанн, Лаксэльв, Молде, Нарвик, Олесунн, Осло, Саннефьорд, Ставангер, Тромсё, Тронхейм, Хёугесунн |
| ОАЭ                  | Дубай |
| Польша               | Варшава, Гданьск, Краков, Познань, Щецин |
| Португалия           | Мадейра, Фару |
| Россия               | Санкт-Петербург |
| Сербия               | Белград |
| Словакия             | Братислава |
| Турция               | Анталья, Даламан, Стамбул |
| Украина              | -- |
| Финляндия            | Вааса, Ивало, Киттиля, Оулу, Рованиеми, Хельсинки |
| Франция              | Аяччо, Бордо, Гренобль, Ницца, Париж |
| Хорватия             | Дубровник, Загреб, Пула, Сплит |
| Чехия                | Прага |
| Швейцария            | Женева |
| Швеция               | Гётеборг, Лулео, Мальмё, Стокгольм, Умео |
| Эстония              | Таллин |